# 东来顺

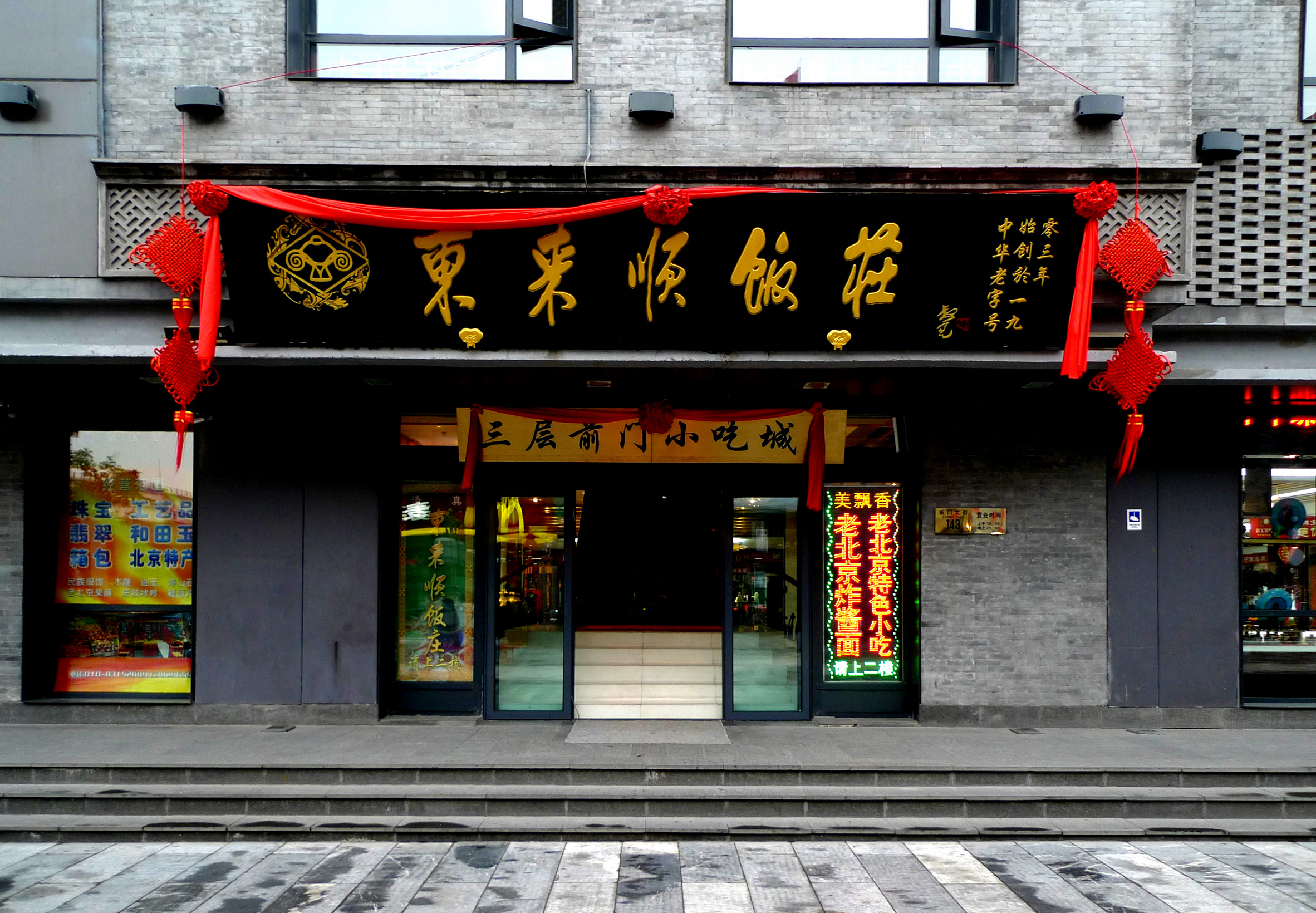
东来顺饭庄前门大街店，位于北京市东城区前门大街

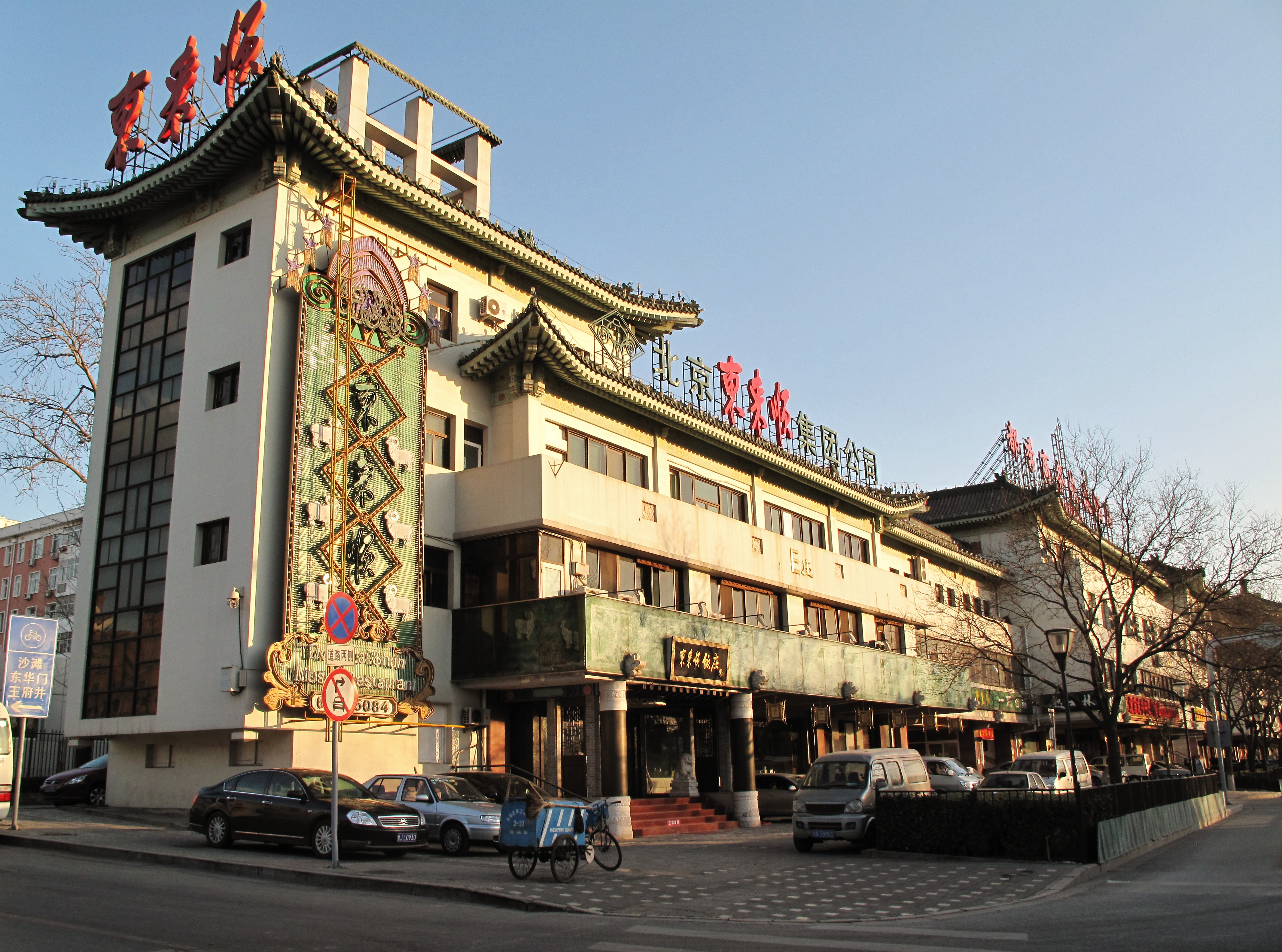
东来顺饭庄华龙街店，位于北京市东城区南河沿大街

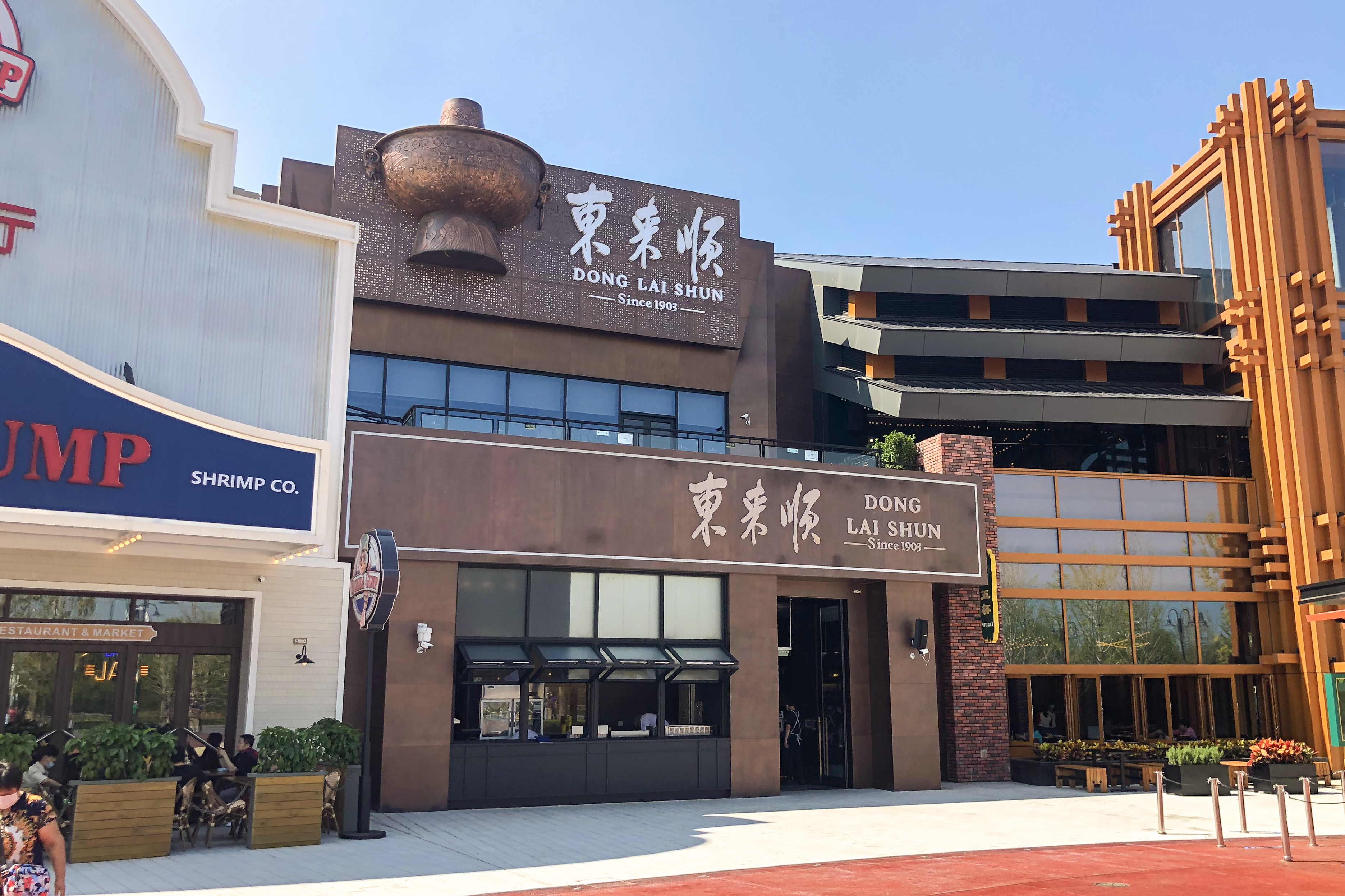
东来顺饭庄北京环球度假区店，位于北京市通州区环球城市大道

东来顺饭庄是一家主营清真菜肴的中华老字号，始创于1903年。

## 历史
东来顺饭庄的前身清朝时河北沧州人丁德山在东安市场的东来顺粥摊。1912年，东安市场失火，粥棚被焚。魏延太监出面拿出若干银两，帮助丁德山重建三间瓦房，起字号为“东来顺羊肉馆”。开始只做羊汤、羊杂碎等，后来把“涮羊肉”引进了店堂。